# Weckelweiler Klingenbach
Der Weckelweiler Klingenbach ist ein etwas über drei Kilometer langer Bach im Stadtgebiet von Kirchberg an der Jagst im Landkreis Schwäbisch Hall im nördlichen Baden-Württemberg, der in einem nach rechts ziehenden langen Bogen insgesamt etwa südöstlich fließt und in den Solwiesen gegenüber dem Talsporn mit dem Schloss Kirchberg von rechts in die mittlere Jagst mündet.

## Geographie

### Verlauf
Der Weckelweiler Klingenbach entsteht etwa einen Kilometer westnordwestlich des namengebenden Weilers Weckelweiler von Kirchberg in der großen Waldinsel des Streitwaldes auf etwa 425 m ü. NHN. Die Quelle liegt ungefähr in der Waldmitte, nur rund hundert Meter entfernt von einer Lichtung mit Waldhütte an der zentralen Waldwegkreuzung. Der Bach fließt anfangs naturnah und in flacher Mulde ostwärts und passiert dabei einen unter 0,1 ha großen Waldteich, der weniger als hundert Meter vom linken Ufer entfernt liegt. Nach rund einem halben Kilometer tritt er an den Rand der Flurbucht Etzfeld und beginnt sich dieser entlang nach rechts zu wenden. Weniger als einen Kilometer nach dem Ursprung endet der Wald auch an der rechten Seite des Baches, der nun bald in das Weichbild von Weckelweiler eintritt.
In Weckelweiler fließt er meist verdolt, gegen Ende des Ortes zu wieder offen und nun südöstlich in einem Graben neben der Straße nach Kirchberg. An einer kleinen Kläranlage bald nach dem Weiler läuft ein erster Graben aus dem Westnordwesten zu, in dessen Richtung der Weckelweiler Klingenbach nun etwas Abstand von der inzwischen fast südwärts laufenden Straße gewinnt. Wenig darauf mündet von der linken Seite der einen Kilometer lange Zufluss vom Nordwestrand der kleinen Waldinsel Hagen her, sein größter, der Bach läuft hierauf in einem merklich eingetieften Tälchen an einem schon lange aufgelassenen Steinbruch vorbei und erreicht wenig später einen großen, erst im 20. Jahrhundert begründeten Kalkbruch, in dem der Abbau inzwischen ebenfalls zum Stillstand gekommen ist. In diesem wurde von der einst steilen Klinge des Baches an nach Osten hin der größte Teil des einst links an diese angrenzenden Eselsberges abgebaut; der rechte Steilhang dagegen ist mit seinem bewaldeten Hang erhalten. Von ihm herab tritt die Straße nach Kirchberg nun wieder an den Lauf. Kurz darauf fließt der Weckelweiler Klingenbach in den flachen Grund der alten nordöstlichen Talschlinge neben der Jagst hinaustritt, aus der sich der Fluss selbst wieder zurückgezogen hat. 
Zugleich schwenkt der Bach auf südwestlichen Unterlauf von der Straße weg. Er wird nun von einer Baumreihe überwiegend aus Eschen begleitet und von zumindest teilweise natürlich aufgeschütteten Uferwällen. Zuletzt durchläuft er hier die Solwiesen, eine teilweise erhaltene Feuchtwiese mit Quellaustritt eines Sauerwassers, in denen von rechts auch ein kurzes, zuletzt tümpelartig verbreitertes Gerinne zuläuft. Zuletzt mündet er auf etwa 332 m ü. NHN unterhalb der Talsiedlung des Städtchens Kirchberg und kurz nach dem Rücklauf von dessen rechtem Mühlgraben gegenüber dem Talsporn mit dem Schloss Kirchberg von rechts in die mittlere Jagst.
Der etwa 3,2 km lange Weckelweiler Klingenbach mündet etwa 93 Höhenmeter unterhalb seines Ursprungs, sein mittleres Sohlgefälle liegt bei etwa 29 ‰. Er wie auch seine Zuflüsse führen unbeständig Wasser und können im Sommer völlig austrocknen.

### Einzugsgebiet
Das etwa 3,1 km² große Einzugsgebiet des Weckelweiler Klingenbachs gehört, naturräumlich gesehen, zu den Kocher-Jagst-Platten, mit dem weit größeren Teil im Norden liegt es in dessen Unterraum Bartenstein-Langenburger Platten, mit dem restlichen mündungsnahen im Unterraum Mittleres Jagsttal. Der höchste Punkt darin an seiner Nordwestspitze liegt im westlichen Streitwald auf etwas über 435 m ü. NHN.
Es grenzt reihum an die Einzugsgebiete
- des Beimbachs im Norden, der nahe dem Weiler Beimbach in die untere Brettach mündet
- des Steinbach im Osten, eines Jagst-Zuflusses etwas weiter oben, und
- des Bachs aus der Finsteren Klinge im Westen, ebenfalls ein Jagst-Zufluss nun flussabwärts.

Etwa auf einem Viertel des Einzugsgebietes steht Wald, vor allem im Streitwald mit dem Bachursprung in seinem Nordwesten, ferner auch im Nordosten im Oberholz und im Hagen, am wenigsten am Unterlauf am rechten Klingenhang und am Hang der alten Jagstschlinge. In der offenen Flur dominieren im weiten Weichbild von Weckelweiler und nahe dem Bach entlang die Wiesen, auf der übrigen Hochebene die Felder. Bis auf minimale Randschnipsel des Gemeindegebiets von Rot am See ganz im Norden gehört das Einzugsgebiet ganz zum Gebiet der Kleinstadt Kirchberg an der Jagst, der einzige Ort darin ist sein vom Bach durchflossener Weiler Weckelweiler.

### Zuflüsse und Seen
Liste der Zuflüsse und  Seen von der Quelle zur Mündung. Gewässerlänge, Seefläche, Einzugsgebiet und Höhe nach den entsprechenden Layern auf der Onlinekarte der LUBW. Andere Quellen für die Angaben sind vermerkt.
Quelle des Weckenweiler Klingenbachs auf etwa 425 m ü. NHN im Streitwald etwa 1,2 km westnordwestlich des Weilers Weckelweiler der Kleinstadt Kirchberg an der Jagst nahe der Forstlichtung mit Hütte an der zentralen Waldwegkreuzung. Der Bach fließt anfangs östlich, verlässt nach einem halben Kilometer den Wald und beginnt dann, sich nach rechts zu wenden. 
- Passiert in weniger als hundert Metern Abstand einen Waldteich im Streitwald in der linken Obertalmulde auf etwa 423 m ü. NHN, knapp 0,1 ha.
- (Unbeständiger Bach), von rechts und Westen auf etwa 387 m ü. NHN nachdem der Bach Weckelweiler durchquert hat an der Straße nach Kirchberg, ca. 0,6 km und ca. 0,3 km². Entsteht auf etwa 408 m ü. NHN im Gewann Hart zwischen Feld und Wiese und durchläuft gleich darauf ein kleines Pappel-Weiden-Gehölt, danach Feldweggraben.
- (Unbeständiger Bach), von links und Nordnordosten auf etwa 383,5 m ü. NHN[LUBW 6] weniger als 200 Meter nach dem vorigen, ca. 1,0 km und ca. 0,7 km². Entsteht auf etwa 416 m ü. NHN am Nordwestrand der kleinen Waldinsel Hagen. Folgt am Mittellauf einem Feldweg, sonst Wiesenbach.
An diesem Zufluss etwa beginnt der engere Klingenabschnitt des inzwischen südwärts laufenden Klingenbachs.
- (Unbeständiger Bach), von links und Ostnordosten auf rund 370 m ü. NHN kurz vor dem Steinbruchgelände, ca. 0,5 km und ca. 0,2 km². Entsteht auf etwa 402 m ü. NHN zwischen den Gewannen Ödisweiler und Egelsee an einer Feldwegekreuzung, einem von deren Wegen er zunächst folgt.
Gleich nach diesem Zufluss läuft der Weckenweiler Klingenbach auf der Trasse seiner früheren Klinge durch den Steinbruch an dessen Westrand, durch den einstmals links davon liegenden Eselsberg zu großen Teilen abgegraben wurde. Nach dessen Ende und am Eintritt in die alten Jagstschlinge nördlich gegenüber dem Kirchberger Talsporn wendet der Bach sich für seine letzten 0,4 km auf Südwestlauf.

Mündung des Weckenweiler Klingenbachs von rechts und zuletzt Nordosten auf etwa 332 m ü. NHN in den Solwiesen wenig unterhalb der Talsiedlung von Kirchberg und des Mühlkanal-Rücklaufs von rechts in die mittlere Jagst. Der Weckenweiler Klingenbach ist 3,2 km lang und hat ein Einzugsgebiet von ca. 1 km².

## Geologie
Der Klingenbach entsteht im Streitwald, wo teilweise eine sich außerhalb des Einzugsgebiets fortsetzende Lösssediment-Insel liegt, ebenso nördlich von Weckelweiler, dazu eine kleinere Insel auch südwestlich des Weilers. Die übrige Hochebene deckt der Lettenkeuper (Erfurt-Formation), während der Oberer Muschelkalk darunter erst etwas abwärts von Weckelweiler auf dem Grund der nun bald steiler eingeschnittenen Talmulde einsetzt. Zuletzt mündet der Klingenbach in einer alten Talschlinge der Jagst nach Nordosten, aus welcher sich der Fluss unter Hinterlassung einer Schicht Älteren Flussschotters zurückgezogen hat.
Es gibt zwei Geotope. Im inzwischen eingestellten Steinbruch am Eselsberg an der Unterlaufklinge wurde Oberer Muschelkalk abgebaut; das Profil reicht von diesem hoch bis in den Lettenkeuper (Erfurt-Formation). Der Sauerbrunnen in den Solwiesen ist eine kohlensäurehaltige Quelle, die ihre Mineralfracht aus dem Mittleren Muschelkalk im Untergrund bezieht.

## Natur und Schutzgebiete
Der unterste Teil des Einzugsgebietes in der alten Jagstschlinge gehört zum Landschaftsschutzgebiet Mittleres Jagsttal mit Nebentälern und angrenzenden Gebieten, größtenteils auch zu einem Kirchberger Wasserschutzgebiet. Der obere Klingenabschnitt vor dem Großsteinbruch aus dem 20. Jahrhundert ist unter dem Namen Alter Steinbruch bei Weckelweiler als Naturdenkmal ausgewiesen, ebenso der Sauerbrunnen mit Riedwiesen neben dem untersten Lauf  in den Solwiesen. Nördlich von diesen liegt rechts am Hang der Jagstschlinge ein Gebiet mit Trockenmauern und Steinriegeln.

## Geschichte
Jeweils nahe der Wasserscheide gibt es im Streitwald zwei Grabhügel und im Oberholz ein Grabhügelfeld. In der dem frühen Ackerbau günstigen regionalen Gäulandschaft sind solche in den oft von Waldinseln bedeckten und damit auch unbeackert gebliebenen höchsten Lagen nicht selten anzutreffen. 

### LUBW
Amtliche Online-Gewässerkarte mit passendem Ausschnitt und den hier benutzten Layern: Lauf und Einzugsgebiet des Klingenbachs

Allgemeiner Einstieg ohne Voreinstellungen und Layer: Daten- und Kartendienst der Landesanstalt für Umwelt Baden-Württemberg (LUBW) (Hinweise)
1. 1 2 3 4  Höhe nach dem Höhenlinienbild auf dem Hintergrundlayer Topographische Karte.
2. 1 2  Länge nach dem Layer Gewässernetz (AWGN).
3. 1 2 3  Einzugsgebiet abgemessen auf dem Hintergrundlayer Topographische Karte.
4. ↑  Länge abgemessen auf dem Hintergrundlayer Topographische Karte.
5. ↑  Seefläche nach dem Layer Stehende Gewässer.
6. ↑  Höhe nach schwarzer Beschriftung auf dem Hintergrundlayer Topographische Karte.
7. ↑  Schutzgebiete nach den einschlägigen Layern.

### Andere Belege
1. ↑  Wolf-Dieter Sick: Geographische Landesaufnahme: Die naturräumlichen Einheiten auf Blatt 162 Rothenburg o. d. Tauber. Bundesanstalt für Landeskunde, Bad Godesberg 1962. → Online-Karte (PDF; 4,7 MB)
2. ↑  Geologie grob nach: Mapserver des Landesamtes für Geologie, Rohstoffe und Bergbau (LGRB) (Hinweise)
3. ↑  Geotopsteckbrief des Steinbruchs zwischen und Kirchberg an der Jagst
4. ↑  Geotopsteckbrief des Sauerbrunnens in Kirchberg an der Jagst